# یو سه هیونگ
یو سه هیونگ (انگلیسی: Yoo Se-hyung؛ زادهٔ ۱۲ مه ۱۹۹۲) بازیگر اهل کره جنوبی است. وی از سال ۲۰۱۲ میلادی تاکنون مشغول فعالیت بوده‌است. او به خاطر ایفای نقش در پسر فردا و عهد دیگر شناخته می‌شود.